# Національне шосе 20 (Естонія)
Національне шосе 20 (також шосе Підрусе–Кунда–Пада, T20, ест. Põdruse–Kunda–Pada maantee) це 28,3-кілометрова національна основна дорога на півночі Естонії. Розташоване на східній і західній сторонах національного шосе 1 в Ляене-Вірумаа, шосе починається в Подрузе і закінчується в Воркла.